# Вирт, Йозеф
Карл Йозеф Вирт (нем. Karl Josef Wirth; 6 сентября 1879 года, Фрайбург — 3 января 1956 года, Фрайбург) — политический и общественный деятель Германии, рейхсканцлер Германии с 1921 по 1922 годы, а также министр иностранных дел. В 1930 —1931 годах министр внутренних дел. Лауреат Международной Сталинской премии «За укрепление мира между народами» 1955 года.

## Биография
Родился в семье заводского инженера. Окончил Фрайбургский университет, где изучал математику, естественные науки и экономику. В 1906—1913 годах преподавал в гимназии в родном Фрайбурге. В годы Первой мировой войны, непригодный для военной службы, служил санитаром Красного креста на западном фронте.
Глава левого крыла Католической партии Центра, депутат рейхстага (1914—1918 и 1920—1933). Во время Ноябрьской революции 1918 года Вирт как стойкий сторонник республики назначен новым министром финансов Бадена. После отставки правительства Густава Бауэра в кабинете социал-демократического рейхсканцлера Германа Мюллера стал Имперским министром финансов, сменив Маттиаса Эрцбергера.
После отставки правительства Константина Ференбаха под давлением Лондонского ультиматума Антанты, Йозеф Вирт в возрасте 41 года был утверждён в должности нового рейхсканцлера 10 мая 1921 года. В октябре 1921 года подал в отставку в знак протеста против раздела Верхней Силезии после проведённого плебисцита, но уже через три дня президент Фридрих Эберт поручил ему формирование нового кабинета министров из числа социалистов, либералов и центристов-католиков. Правительство Вирта подписало в апреле 1922 года советско-германский Рапалльский договор, выведший обе страны из международной изоляции.
В своей речи, произнесённой в рейхстаге 24 июня 1922 года после убийства своего министра иностранных дел Вальтера Ратенау правыми террористами, объявил, что «враг находится справа!». В 1924 году вступил в Рейхсбаннер, призванный защищать республику от экстремистов, а в 1925 году покинул фракцию своей Партии центра, которую уже критиковал за сотрудничество в правительстве с националистической ннП, в знак протеста против её социальной политики.
В апреле 1929 года назначен рейхсминистром оккупированных территорий во втором кабинете Мюллера; после отставки последнего в марте 1930 года переведён на должность министра внутренних дел в кабинете Генриха Брюнинга, оставаясь на посту до октября 1931 года.
В 1933 году яростно сопротивлялся приходу к власти нацистов, произнеся в рейхстаге эмоциональную речь против Закона о чрезвычайных полномочиях, предоставлявшего Гитлеру диктаторскую власть. Затем был вынужден эмигрировать в нейтральную Швейцарию, в Люцерн. В 1935—1939 годах жил в Париже, а затем снова в Люцерне. В годы войны поддерживал связи с антифашистским подпольем и информировал Ватикан о преследовании евреев в оккупированной нацистами Европе.
Из эмиграции вернулся в 1948 году. В 1953 году в ФРГ основал и возглавил нейтралистскую партию Союз немцев, борющихся за единство, мир и свободу. Противник милитаризма в ФРГ. Выступал за установление дружественных отношений с СССР. С 1952 года член Всемирного совета мира.